# 653
Cette page concerne l'année 653  du calendrier julien. Pour l'année 653 av. J.-C., voir 653 av. J.-C. Pour le nombre 653, voir 653 (nombre).
L'année 653 est une année commune qui commence un mardi.

## Événements
- 18 - 19 juin[1] : l'empereur byzantin Constant II fait arrêter et emprisonner par l’exarque de Ravenne Théodore Calliopas le pape Martin Ier, accusé de complot avec les Arabes. Après une détention en Calabre puis à Naxos, pape est transféré à Constantinople le 17 septembre 654, où il est condamné à mort le 15 décembre puis exilé à Chersôn en Crimée le 15 mai 655. Il y meurt dans la faim et la misère le 16 septembre suivant[2].
  - Maxime le Confesseur, principal théologien du parti opposé aux monothélètes est arrêté en même temps que le pape. Condamné à Constantinople, il est torturé, exilé à Byzia sur la mer Noire mais refusera toujours le Typos de Constant II[2].
- 30 septembre : début du règne du roi des Wisigoths Recceswinth[3]. En 654, il promulgue un code inspiré du droit romain (Liber jurdiciorum ou Forum judicium) instituant une totale parité entre ses sujets Romains et Goths en Espagne.
- 27 septembre : plus ancien estampage attesté en Chine[4].
- 16 décembre: début du VIIIe Concile de Tolède.

- Assassinat de Rodoald. Début du règne de Aripert, roi des Lombards (fin en 661). Il se fait baptiser dans la religion catholique[5].
- Traité entre les musulmans et les chrétiens d’Arménie. Le chef de l'armée arménienne Théodore Rechtouni passe un accord de vassalité avec le gouverneur de Syrie Muawiya qui laisse une large autonomie aux Arméniens[6].
  - L’empereur byzantin Constant II envahit alors l’Arménie avec 100 000 hommes. Le gouverneur d’Arménie et d’Ibérie Théodore Rechtouni la reconquiert quelques mois plus tard avec le secours des Arabes[7].
  - Le calife choisit le prince arménien Théodore Rechtouni pour administrer l’Arménie, le nommant patricien. Avec le temps, les patriciens deviennent, de fait, des rois.
  - L’histoire de l’Arménie, durant un siècle, est marquée par le flux incessant des armées arabe et byzantine, qui s’affrontent. Les Arméniens, conduits par des généraux issus de la famille des Bagratouni, s’allient aux uns contre les autres, au gré des conflits.

## Décès en 653
- 30 septembre : Chindaswinthe, roi des Wisigoths d'Espagne de 642 à 653.
- 30 septembre : Honorius, cinquième archevêque de Cantorbéry[8].
- 8 octobre : Romaric, leude, puis fondateur de deux monastères après son départ de la cour de Thibert II[9].
- 653 : Abdullah ibn Masud l'un des premiers convértis à l'islam  un des six plus fiable compagnon du prophète